# Lucas Mondelo
Lucas Mondelo, né le 28 juillet 1967 est un entraîneur espagnol de basket-ball. 

## Biographie
Vainqueur de l'Euroligue féminine 2011 avec Salamanque, Lucas Mondelo quitte la formation à l'été 2012 pour prendre en charge l'ambitieuse équipe chinoise de Shanxi Xing Rui Flame, qui engage parallèlement comme joueuse Maya Moore. Shanxi remporte son premier titre 3 victoires à 1 contre Zhejiang, avec la contribution décisive de Maya Moore qui termine la saison sur des moyennes de 37,3 points, 8,6 rebonds et 4,3 passes décisives par rencontre.
Nommé en 2012 à la tête de la sélection espagnole féminine, il obtient la qualification pour l'Euro 2013. L'équipe remporte l'or continental puis la Médaille d’argent du Championnat du monde 2014 en Turquie.
Défaite en demi-finales par la France, l'Espagne obtient la médaille de bronze de l'Euro 2015 grâce à une victoire 74 à 58 face à la Biélorussie.
Lors de la coupe du monde 2018, l'équipe obtient la médaille de bronze, cette fois face à la Belgique.

## Palmarès
- Médaille d'or au championnat d'Europe 2013[5] en France
- Médaille d'argent au championnat du Monde 2014[5] en Turquie
- Médaille de bronze au championnat d'Europe 2015[5] en Hongrie et Roumanie
- Médaille d'argent aux Jeux olympiques de 2016[7]
- Médaille de bronze à la coupe du monde 2018[6]